# Eodermaptera
Eodermaptera — вымерший подотряд уховёрток, известный от средней юры до середины мелового периода (166,1—113 млн лет назад). Определяющие характеристики включают «лапки трехчлениковые, надкрылья сохраняют жилкование, 8-й и 9-й тергиты брюшка у самок сужены, но отделены от 10-го тергита и не покрыты 7-м тергитом, яйцеклад обнажён». Считается, что ближе к Neodermaptera, чем к более базальным Archidermaptera.

## Систематика
- - Семейство Bellodermatidae Zhao, Shih & Ren, 2010
    - † Belloderma Zhao, Shih & Ren, 2010. Формация Haifanggou, Китай, средняя юра (келловей)
    - † Archaeosoma Zhang, 1994. Формация Laiyang, Китай, ранний мел (апт)
- Надсемейство Semenovioloidea Vishnyakova, 1980
  - Семейство Turanodermatidae Engel, 2003
    - † Turanoderma Vishnyakova, 1980. Карабастауская свита , Казахстан, средняя-поздняя юра (келловей/ оксфорд)

  - Семейство Semenoviolidae Vishnyakova, 1980
    - † Semenovioloides Vishnyakova, 1980. Карабастауская свита, Казахстан, келловей/оксфорд.
    - † Aglyptoderma Xiong et al, 2021. Формация Jiulongshan, Китай, келловей[4]